# Kawagebo
Le Kawagebo (tibétain : ཁ་བ་དཀར་པོ།, Wylie : kha ba dkar po, THL : Khawa Karpo signifiant « neiges blanches » ; chinois simplifié : 卡瓦格博 (translittération phonétique) ; pinyin : kǎwǎgébó) ou Moirigkawagarbo, Khawa Karpo, Kha-Kar-Po, comme le désignent les habitants et les pèlerins, est la plus haute montagne de la province chinoise du Yunnan. Il est situé dans le comté autonome Lisu de Weixi, de la préfecture autonome tibétaine de Dêqên à la frontière avec la région autonome du Tibet et près de la frontière avec la Birmanie. Il s'élève environ à 20 kilomètres à l'ouest du xian de Dêqên.
Les tentatives de vaincre ses sommets ont toutes échoué.

## Géographie
Le Kawakarpo est le point culminant des monts Meili Xue, dans les monts Hengduan. Situé au centre du massif, il s’élève à 6 740 mètres. Il est entouré d'une vingtaine d'autres pics, dont six dépassent 6 000 mètres d’altitude.
Le climat du massif est réputé pour être complexe et capricieux, particulièrement en été. Il est marqué par une alternance de saisons sèches et de saisons humides. En été, la température dans la vallée peut varier de 11 à 29 °C, alors qu’à son sommet, la température oscille entre -10 et −20 °C. Les précipitations se concentrent de juin à août, d’une moyenne de annuelle de 600 mm.

## Montagne sacrée tibétaine
Les pratiquants du bouddhisme tibétain considèrent le Kawakarpo comme une montagne sacrée. Ainsi, une fois par an, les pèlerins effectuent une circumambulation autour du Kawakarpo.
Pour les Khampas qui la considèrent comme leur dieu du terroir (yul lha), Le Kawakarpo est la montagne la plus sacrée. Le pèlerinage est suivi par les bouddhistes tibétains mais également par les adeptes du Bön (Bonpos) qui effectuent la circumambulation du massif dans le sens inverse des aiguilles d’une montre (contrairement aux bouddhistes). La plupart des pèlerins sont des Tibétains natifs du Kham.
Comme tous pèlerinages bouddhiques du monde tibétain, la circumambulation autour du Kawakarpo est dite avoir été « ouverte » par un religieux. Cependant les sources divergent quant à son identité. Les sources écrites attribuent la composition d’un guide de pèlerinage par Karma Pakshi, le 2e Karmapa et Rangjung Dorje, le 3e Karmapa.
Le pèlerinage et un guide de pèlerinage sont mentionnés dans la biographie de Karma Pakshi. Rangjung Dorje aurait, quant à lui, écrit un guide de pèlerinage intitulé A Manual of fumigation rites for the excellent holy place Kha ba dkar po, a rain of siddhi.
D’autres sources écrites attribuent l’ouverture du pèlerinage, un siècle plus tard, à l’abbé Namkha Chokyi Gyatso du monastère de Kathok dans le Kham.
L’anthropologue française Katia Buffetrille, qui a effectué trois circumambulations autour du Kawakarpo à des fins d’études, souligne que la plupart des rites effectués lors de ce pèlerinage sont liés à la mort et au bardo, l’état intermédiaire entre la mort et la renaissance. Les pèlerins tibétains conçoivent l’au-delà comme une région, région qu’ils ont transposée sur un paysage réel, celui des montagnes sacrées. Cela les conduit à jouer concrètement ce que la conscience immatérielle est supposée faire dans l’au-delà. Nombre des rituels qu’ils exécutent sont liés à des croyances pré-boudhiques, croyances qui coexistent chez les laïcs et les moines peu instruits avec les croyances bouddhiques. En revanche, les guides de pèlerinages dédiés aux montagnes sacrées et composés par des érudits ou des pratiquants visent à transcender la pensée du pèlerin et à modifier son regard, afin de le faire passer de la perception d’un paysage sur lequel sont fixées les croyances traditionnelles à celle d’un lieu saint bouddhique,.

## Protection par l'UNESCO
La réserve des trois fleuves parallèles comprend huit groupes d’aires protégées sur une superficie de 1,7 million d’hectares. Les trois fleuves sont le Yangtze, le Mékong et le Salouen. Le Kawagebo est intégré dans ce parc avec le glacier du Mingyongqia qui descend jusqu'à une altitude de 2 700 m. Il a été inscrit en 2003 sur la liste du patrimoine mondial de l’UNESCO.